# Jennifer Barlow
Jennifer Barlow (* vor 1983) ist eine Schauspielerin, die für ihre Rolle Flame in der Fernsehserie Key West bekannt ist.

## Leben
Barlow hatte 1983 ihre ersten beiden Fernsehauftritte in der Serie The Facts of Life. Bekannt ist sie für ihre Rolle Flame in der Fernsehserie Key West, die sie 1993 in zehn von dreizehn Folgen spielte. Weiterhin hatte sie einige Gastauftritte in Serien, wie etwa in Dallas (1984), Die Jeffersons (1985), Sledge Hammer! (1986), Raumschiff Enterprise: Das nächste Jahrhundert (1989), Zeit der Sehnsucht (1989), Golden Palace (1993), Beverly Hills, 90210 (1995) und Night Stand (1996).
Filme, in denen sie spielte, sind unter anderem Tales of the Unknown (1990), Spuk am Lagerfeuer (1990), Dance of Desire (1996), Pretty Obsession (2012) und The Guest House (2012).
2011 gewann sie für ihren Film Pretty Twisted auf dem New York International Independent Film & Video Festival einen Preis als beste Kurzfilmregisseurin.

## Filmografie

### Filme
- 1990: Tales of the Unknown
- 1990: Spuk am Lagerfeuer Grim Prairie Tales: Hit the Trail... to Terror
- 1991: Rendezvous im Jenseits (Defending your life)
- 1996: Dance of Desire
- 2004: CreepTales
- 2004: Roomies
- 2009: Pretty Twisted (als Regisseurin)
- 2012: Pretty Obsession
- 2012: The Guest House

### Fernsehserien
- 1983: The Facts of Life (zwei Folgen)
- 1984: Dallas (eine Folge)
- 1985: Die Jeffersons (The Jeffersons, 11x23 Folge)
- 1986: Sledge Hammer! (eine Folge)
- 1987: 9 to 5 (eine Folge)
- 1988: Die besten Jahre (thirtysomething, eine Folge)
- 1989: Raumschiff Enterprise: Das nächste Jahrhundert (Star Trek: The Next Generation, eine Folge)
- 1989: Zeit der Sehnsucht (Days of Our Lives, eine Folge)
- 1993: Golden Palace (eine Folge)
- 1993: Key West (zehn Folgen)
- 1995: Beverly Hills, 90210 (zwei Folgen)
- 1996: Night Stand (eine Folge)

## Auszeichnungen
- 2011: Award beim New York International Independent Film & Video Festival als beste Kurzfilmregisseurin für Pretty Twisted[1][2]